# Howard Metzenbaum
Howard Metzenbaum (Cleveland, 1917. június 4. – Aventura, Florida, 2008. március 12.) az Amerikai Egyesült Államok szenátora (Ohio, 1974 és 1976–1995).

## Érdekességek
Szerepelt a Dave című filmvígjátékban saját magát alakítva.